# Klintehamn
Klintehamn is een plaats in de gemeente, landschap en eiland Gotland in de provincie Gotlands län in Zweden. De plaats heeft 1407 inwoners (2005) en een oppervlakte van 213 hectare.

## Verkeer en vervoer
Bij de plaats lopen de Länsväg 140 en Länsväg 141.